# Jean-Étienne Liotard
Jean-Étienne Liotard (Ginevra, 22 dicembre 1702 – Ginevra, 12 giugno 1789) è stato un pittore svizzero del XVIII secolo.

## Biografia
Nato a Ginevra nel 1702 da genitori francesi, Antoine Liotard e Anne Sauvage, si forma presso il miniaturista Daniel Gardelle per qualche mese e successivamente trascorre tre anni a Parigi con il pittore e incisore Massé. Della prima produzione inscritta nei tredici anni parigini, conosciamo un solo quadro, l'unico a soggetto storico nella sua produzione, che tratta il tema dell'Antico Testamento.

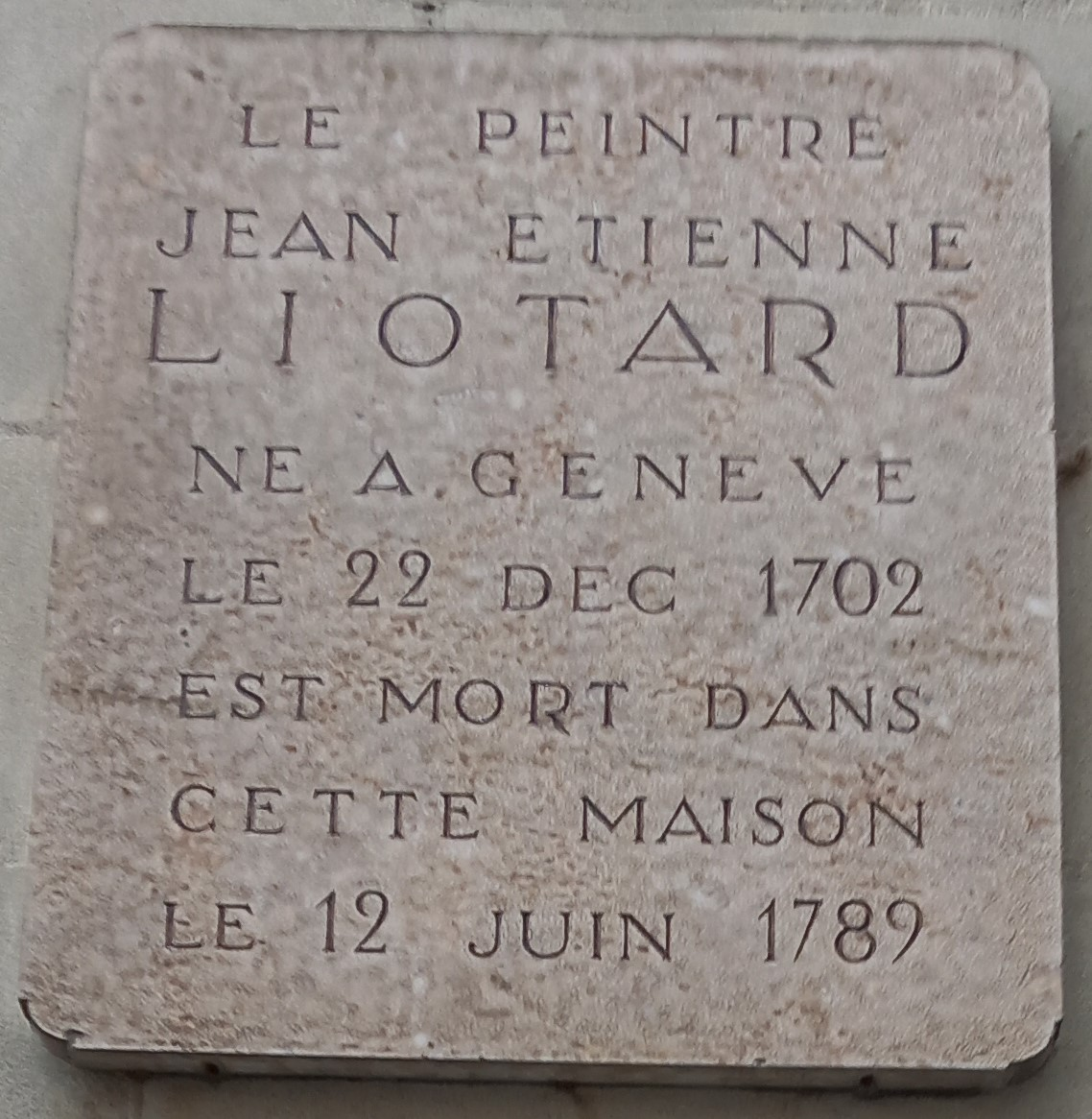
Lapide commemorativa posta in rue des Chaudronniers a Ginevra

Nel 1735 soggiorna in Italia rimanendovi per due anni e mezzo e passando da Firenze, Roma e Napoli, dove copia qualche soggetto classico ed entra in contatto con giovani aristocratici britannici anch'essi in visita nella penisola. Nel 1739 è a Costantinopoli dove permane per quattro anni, inserito negli ambienti delle ambasciate, dei ricchi mercanti e della corte del sultano e ritrae in centinaia di disegni a matita nera o a sanguigna personaggi come diplomatici, dame europee, servi, nonché gli interni spogli e silenziosi e i variopinti costumi di quella multietnica società.
Dopo i successivi viaggi in Moldavia e a Vienna, dove ottiene grande successo e l'amicizia dell'Imperatrice, è di nuovo a Parigi dal 1746 al 1753 e subito dopo a Londra dove rimane fino al 1755 e ritrae la famiglia del principe di Galles e vari aristocratici. Riparte poi alla volta dei Paesi Bassi (1756) e qui sposa una giovane con la quale nel 1758 si stabilirà a Ginevra e avrà cinque figli.
Continuerà a viaggiare alla ricerca di commissioni e si ritroverà di nuovo a Vienna, Parigi, Londra e ancora una volta a Vienna. Anziano e privo di commissioni si ritirerà nella sua residenza di Ginevra dipingendo nature morte e qui morrà nel 1789.

## Stile, tecnica, soggetti

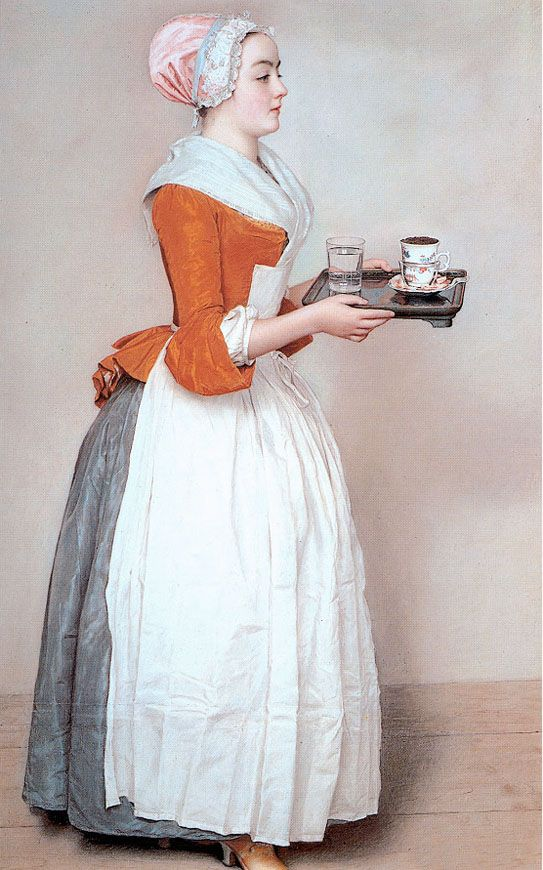
La cioccolataia (1744, Dresda, Gemäldegalerie Alte Meister).

Liotard si specializzò nell'esecuzione di ritratti e scene di genere e la sua tecnica prediletta, in quanto artista itinerante, fu quella del pastello; essa difatti, a differenza della pittura ad olio, si serve di strumenti e supporti leggeri e maneggevoli, consente rapidità di esecuzione e di interrompere e riprendere il lavoro a piacimento. Inoltre i colori con il passare del tempo non si alterano e non anneriscono, anche se, data la loro volatilità e fragilità, necessitavano di essere fissati con gomma arabica o gommalacca.
Una tecnica che ebbe la sua massima affermazione in Francia nel Settecento e che generalmente veniva utilizzata in modo libero e lasciando visibile il "tratto", con un risultante effetto di immediatezza e freschezza.
Liotard invece, formatosi in ambiente di miniaturisti e smaltatori ove si privilegiava la precisione e la nettezza del disegno, lo utilizzerà per "superfici" ottenendo un risultato simile alla pittura ad olio; eviterà infatti le sfumature e l'effetto "cipria" molto in voga nel Settecento (vedi Rosalba Carriera) ottenendo fermezza e sobrietà dell'immagine, ricercata anche tramite la scelta di sfondi a tinta unita, spesso di un color grigio- bruno, che Pierre-Jean Mariette chiamava spregiativamente "color pan pepato".
La fortuna di Liotard è dovuta soprattutto alla somiglianza dei suoi ritratti ai soggetti, una somiglianza e un realismo che a volte apparvero spietati come nel caso di Madame de Pompadour, che riferendosi al ritratto che il pittore le aveva fatto disse: "Tutti i vostri meriti si riducono alla barba".

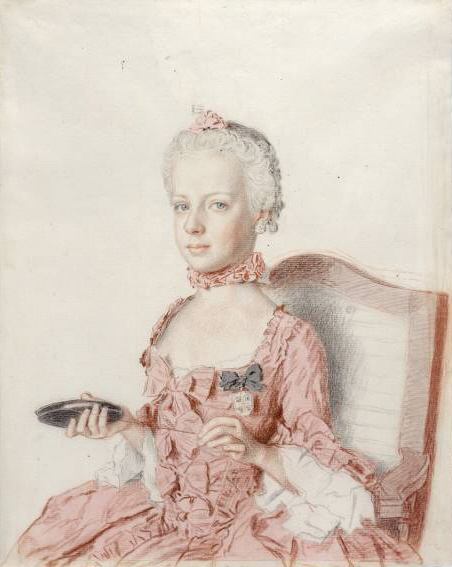
L'Arciduchessa Maria Antonietta d'Austria, (1762, Ginevra, Musée d'art et d'histoire)

La favorita di Luigi XV fu una fra i tanti degli altolocati clienti dell'artista, che viaggiava tra le corti europee, richiestissimo e assai ben retribuito da reali ed aristocratici, come ad esempio alla corte dell'Imperatrice Maria Teresa d'Austria nella quale eseguì ritratti della sovrana ed una serie di disegni di presentazione per quelli dei suoi sedici figli.
Maria Teresa li commissionò nel 1762 per la propria collezione personale, onde poterne disporre in ogni momento durante i suoi spostamenti in Europa e, grazie alla straordinaria somiglianza, combinare matrimoni ed alleanze con le altre dinastie europee.
Liotard realizzò quattordici disegni (tra essi compare anche il ritratto di Maria Antonietta all'età di sette anni) nei quali i visi dei bambini sono resi in modo volutamente rigoroso, mentre i vestiti vengono descritti con uno stile più libero ed espressivo.
All'età di ottant'anni pubblica il Traité des principes et des règles de la peinture, una sorta di manuale didattico che fornisce una precisa guida alla comprensione della sua arte e dei segreti del mestiere. Nettezza del disegno, grazia, levigato e "finito" sono le regole da seguire, mentre il tratteggio e i "tocchi" vengono violentemente criticati.
In questi anni Liotard si rivolge alla natura morta trattata in modo semplice e sintetico, recuperando una morale basata sui precetti di Giovanni Calvino: temperanza, modestia, devozione.

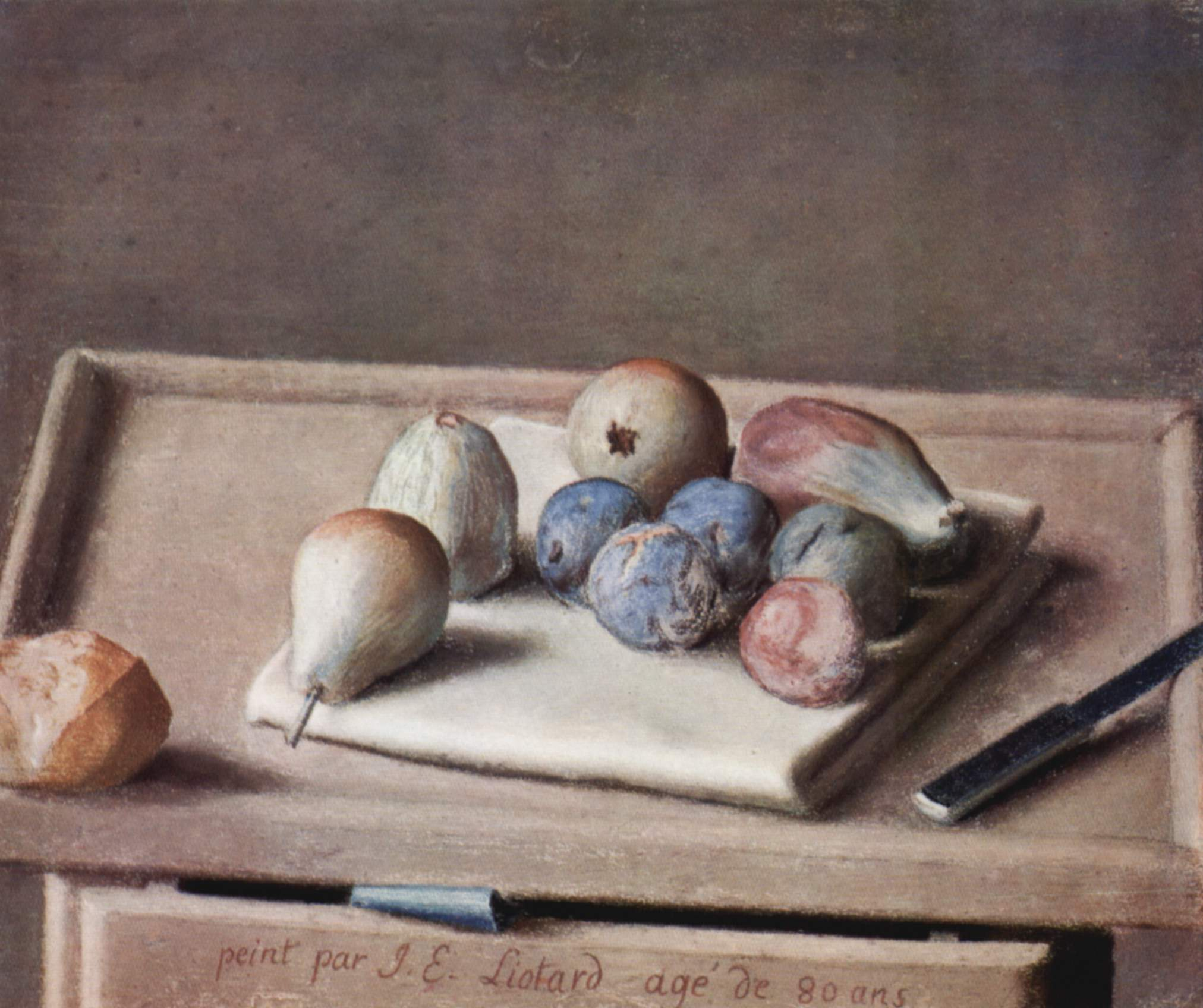
Natura morta con prugne e fichi (1782, Ginevra, Musée d'art et d'histoire)

Un'economia di mezzi di grande impatto visivo, che anticipa le novità di cui, qualche decennio dopo, si farà portavoce Cézanne.